# Zuzana Hejnová
Zuzana Hejnová, češka atletinja, * 19. december 1986, Liberec, Češkoslovaška.
Nastopila je na poletnih olimpijskih igrah v letih 2008, 2012 in 2016, leta 2012 je osvojila bronasto medaljo v teku na 400 m z ovirami, ob tem je dosegla še četrto in sedmo mesto v isti disciplini ter sedmo mesto v štafeti 4x400 m. Na svetovnih prvenstvih je v teku na 400 m z ovirami osvojila zaporedna naslova prvakinje v letih 2013 in 2015, na svetovnih dvoranskih prvenstvih bronasto medaljo v štafeti 4x400 m leta 2010, kot tudi na evropskih prvenstvih leta 2012, na evropskih dvoranskih prvenstvih pa srebrno medaljo v teku na 400 m in bronasto v štafeti 4x400 m.